# Ocna Șugatag
Ocna Șugatag (in ungherese Aknasugatag) è un comune della Romania di 4 185 abitanti, ubicato nel distretto di Maramureș, nella regione storica della Transilvania. 
Il comune è formato dall'unione di 4 villaggi: Breb, Hoteni, Ocna Șugatag, Sat-Șugatag.